# Râle à pieds rouges
Himantornis haematopus
Genre
Espèce
Statut de conservation UICN

 LC  : Préoccupation mineure
Le Râle à pieds rouges (Himantornis haematopus) est une espèce d'oiseaux de la famille des Rallidae, l'unique représentante du genre Himantornis. vivant en Afrique équatoriale.

## Répartition et habitat
Cette espèce est présente en Guinée, au Sierra Leone, au Liberia, en Côte d'Ivoire, au Ghana, au Togo, au Bénin, au Nigéria, au Cameroun, en République centrafricaine, en Guinée équatoriale, au Gabon, au Congo, au RD Congo, en Ouganda et en Angola. Elle vit dans la végétation près des cours d'eau dans la forêt tropicale humide primaire et secondaire. On la trouve aussi dans la mangrove.

## Alimentation
Il se nourrit d'escargots, de mille-pattes, d'insectes, de petits amphibiens et de graines.